# الشاهد (مذيخرة)

تعديل مصدري - تعديل

الشاهد محلة تابعة لقرية السنع، التابعة لعزلة حمير بمديرية مذيخرة إحدى مديريات محافظة إب في الجمهورية اليمنية.، بلغ تعداد سكانها 92 حسب تعداد اليمن لعام 2004.